# NGC 5239
NGC 5239 ist eine 13,4 mag helle Balken-Spiralgalaxie vom Hubble-Typ SBbc mit aktivem Galaxienkern im Sternbild Bärenhüter am Nordsternhimmel. Sie ist schätzungsweise 313 Millionen Lichtjahre von der Milchstraße entfernt und hat einen Durchmesser von etwa 165.000 Lichtjahren.

Im selben Himmelsareal befinden sich u. a. die Galaxien NGC 5209, NGC 5210, NGC 5212, NGC 5235.
Das Objekt wurde am 13. April 1784 von Wilhelm Herschel mit einem 18,7-Zoll-Spiegelteleskop entdeckt, der sie dabei mit „eF, pL, R, easily resolvable, the stars almost visible“ beschrieb.